# Övetorp (naturreservat)
Övetorp är ett naturreservat i Mörbylånga kommun i Kalmar län.
Området är naturskyddat sedan 2002 och är 104 hektar stort. Reservatet består av ädellövskog med främst ek och ask, men även avenbokskog, hasselrik ekskog, askskog och sumpalskog.